# Vlag van Doornenburg

Dorpsvlag Doornenburg

De vlag van Doornenburg werd op 21 september 2009 door het Nederlandse dorp Doornenburg in gebruik genomen. De vlag kan als volgt worden beschreven:
Drie banen van wit, rood en wit, met een hoogteverhouding van 2:1:2 met in het midden het familiewapen van Doornick.
De vlag is een initiatief van de Schutterij Gijsbrecht van Aemstel van Doornenburg en Honderdmorgen, Historische Kring Doornenburg en Kasteel Doornenburg. De vlag werd gepresenteerd op de dag van het dorpsfeest, 21 september 2009, ontworpen door Drukwerk ABC uit Doornenburg.

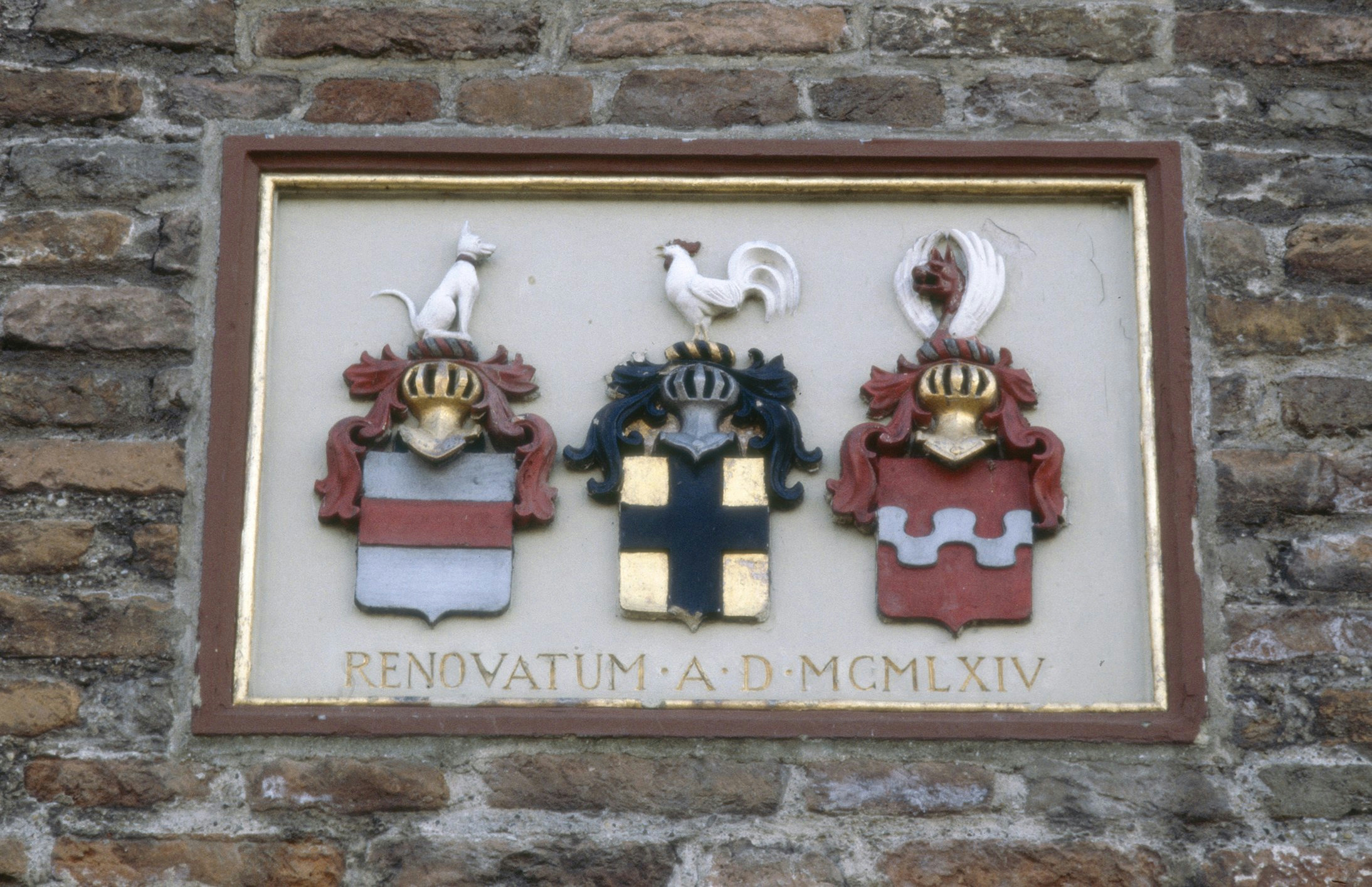
Het familiewapen van Doornick (links) uit het gevelsteen van Kasteel Doornenburg

Acquoy
· Beekbergen-Lieren
· Beemte Broekland
· Bemmel
· Bennekom
· Bredevoort
· Deil
· Doornenburg
· Ederveen
· Elden
· Emst
· Enspijk
· Epse
· Gameren
· Gellicum
· Groenlo
· Harskamp
· Herwijnen
· Heukelum
· Heveadorp
· Hoenderloo
· Kerkdriel
· Klarenbeek
· Kootwijkerbroek
· Laag-Keppel
· Lathum
· Leuvenum
· Loenen
· Loil
· Meteren
· Netterden
· Oosterhuizen
· Radio Kootwijk
· Rumpt
· Schaarsbergen
· Spijk
· Stroe
· Teuge
· Uddel
· Ugchelen
· Vaassen
· Vierhouten
· Voorthuizen
· Vredenburg/Kronenburg